# Zetea
Zetea é uma comuna romena localizada no distrito de Harghita, na região histórica da Transilvânia. A comuna possui uma área de 206.76 km² e sua população era de 5853 habitantes segundo o censo de 2007.